# Stadl-Paura
Stadl-Paura est une commune autrichienne du district de Wels-Land en Haute-Autriche.

## Histoire

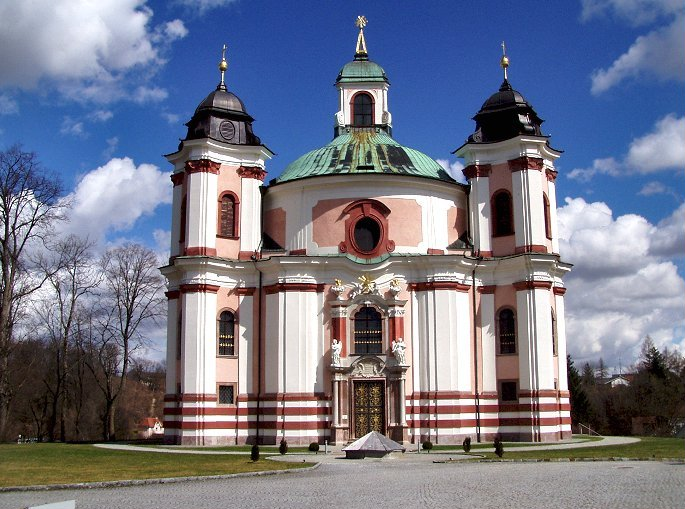
Église de la Sainte Trinité

Situé à 360 mètres d'altitude, le site est occupé depuis le Néolithique, et fortifié depuis au moins l'âge du bronze, et contrôlait le trafic fluvial sur deux cours d'eau au bas de la colline : le Traun et l'Ager, sur lesquels était transporté "l'or blanc" de ces époques : le sel __qui provenait de mines à Hallstatt.
À la hauteur de "Stadl-Paura" les cours d'eau n'étaient pas navigables, le sel devait être déchargé puis transporté par voie de terre jusqu'à un autre endroit de nouveau navigable, la ville servant de dépôt si les transbordements ne pouvaient se faire immédiatement.
À l'époque romaine le site fut utilisé de la même façon.
Le Traun commença à être rendu entièrement navigable au XIIIe siècle, et au XVe siècle un canal en bois d'environ 400 mètres de long fut construit.
Le déclin du transport du sel sur cours d'eau commença avec l'arrivée des chemins de fer : le dernier chargement passa sur le Traun le 4 novembre 1911.